# Minabescala littorinoides
Minabescala littorinoides is een slakkensoort uit de familie van de Epitoniidae. De wetenschappelijke naam van de soort is voor het eerst geldig gepubliceerd in 1994 door Nakayama.